# Anton Staudacher
Anton Staudacher (* 10. November 1912 in Tegernsee; † 4. September 1997 ebenda) war ein deutscher Politiker (CSU).

## Leben
Nach dem Besuch der Volksschule machte Staudacher die Lehre im Zimmerhandwerk und war dadurch auf Wanderschaft im In- und Ausland. Danach ging er auf die Meisterschule für Bauhandwerker in München. 1937 gründete er nach bestandener Meisterprüfung ein eigenes Geschäft. Im Zweiten Weltkrieg war er in einem bayerischen Pionierbataillon an der West- und Ostfront aktiv. Nachdem er 1948 aus der sowjetischen Kriegsgefangenschaft entlassen worden war, nahm er sein Zimmereigeschäft wieder auf.
Staudacher gehörte den Vorständen der Mittelstandsgruppe der CSU sowie des Fremdenverkehrsverbandes München-Oberbayern an. 1952 wurde er Mitglied des Stadtrats von Tegernsee, 1956 folgten der Kreistag und der Kreisausschuss des Landkreises Miesbach des Kreistags und des Kreisausschusses Miesbach. 1960 wurde er zum ersten Bürgermeister der Stadt Tegernsee gewählt. Von 1958 bis 1974 gehörte er dem Bayerischen Landtag an. Er wurde dabei stets direkt gewählt, zunächst im Stimmkreis Miesbach, später im Stimmkreis Miesbach, Wolfratshausen.